# Караваев, Александр Львович
Александр Львович Карава́ев (3 июня 1855 года — 5 марта 1908 года) — врач, депутат Государственной думы II созыва от города Екатеринослава. Убит членами Союза русского народа.

## Биография
Отец крестьянин. Сначала учился в рудничной школе, окончив её, поступил в Екатеринбургскую гимназию, её выпускник 1873 года. Принят в Санкт-Петербургскую медико-хирургическую академию, но с 5-го курса отчислен по политическим причинам. Участвовал в «хождении в народ», в течение двух лет поработал фельдшером в Весьегонском уезде Тверской губернии. В 1877 году попал под следствие по делу о революционной пропаганде среди крестьян в Пермской губернии, через год (в 1878) дело прекращено из-за недостатка улик. Снова принят в Медико-хирургическую академию, выпускник её в 1879. В 1884 году получил степень доктора медицины.
Получил место земского врача в Екатеринбургском уезде Пермской губернии. Но в 1886 году вынужден был его покинуть из-за конфликта с земским начальством, после чего принят на работу в Санкт-Петербургское уездное земство. Там служил заведующим селениями по Шлиссельбургскому тракту, преподавал в Варгунинских воскресных школах, принимал участие в работе Невского общества устройства народных развлечений. В последнее десятилетие XIX века относил себя к последователям идей Н. К. Михайловского, был близок к либеральным народникам. С 1890 по 1903 находился под негласным полицейским надзором. В 1896 году в течение стачки ткачей в Санкт-Петербурге был арестован, его подозревали в том, в что он состоял в санкт-петербургском «Союзе борьбы за освобождение рабочего класса». Выслан из Санкт-Петербурга в административном порядке в мае 1897 года.
Служил врачом в частной больнице в Речицком уезде Минской губернии. Там создал библиотеку при чайной Общества трезвости. Она стала центром антиправительственной пропаганды в крестьянских массах уезда. В 1899 году из-за угрозы ареста был вынужден переехать в Екатеринослав. Там служил в Общественной комиссии народных чтений. Организовал при данной комиссии Малороссийскую любительскую театральную труппу из рабочих. Являлся председателем библиотечной секции комиссии. Создал и стал руководителем общественной библиотеки-читальни, которую позднее сожгли в ходе еврейского погрома в 1905 году. В 1899—1902 и 1907—1908 годах принимал участие в организации лекций для рабочих на заводах Екатеринослава. Был учредителем Екатеринославского и Харьковского отделов Всероссийского Крестьянского союза в соответствующих губерниях. В ноябре 1905 года участвовал в съезде Всероссийского Крестьянского союза в Санкт-Петербурге. В своём выступлении агитировал против забастовок крестьян, отказов от уплаты податей, самовольных захватов земель помещиков и иных радикальных действий. Караваев ратовал за необходимость проведения значительной организационной работы на селе для создания политической партии на основе крестьянского союза. Выступал в прессе по аграрному вопросу, в частности, в екатеринославской газете «Южная заря». Многократно был подвергнут административным преследованиям.
7 февраля 1907 года был избран депутатом Государственной думы II созыва от съезда городских избирателей города Екатеринослава. Один из создателей и руководителей объединённой фракции Трудовой группы и фракции Крестьянского союза. С февраля по апрель 1907 года был председателем Временного и постоянного комитетов Трудовой группы и председателем совета фракции. Придерживался умеренных позиций, считал крайне важным не обострять конфликты с правительством, видел острую необходимость налаживания законодательной работы в Думе. Во время выборов на должность председателя Аграрной комиссии II-ой Думы был сторонником компромисса, предлагал голосовать другим и голосовал сам за кадета Н. Н. Кутлера. При этом Кутлер выступал против проекта трудовиков по аграрному вопросу. Последнее привело к конфликту Караваева с фракцией. 14 апреля 1907 он вышел из объединённой Трудовой группы и фракции Крестьянского союза. Но в мае 1907 года вновь вернулся в её состав после просьбы членов фракции. Состоял членом думской комиссии по свободе совести, комиссии о привлечении 55 членов Думы к уголовной ответственности, комиссиях для подсчёта избирательных записок и шаров при избрании председателя Думы и при избрании товарищей председателя Думы. Будучи членом аграрной думской комиссии, работал в её подкомиссиях. Составил несколько докладов фракции: «О продаже казенных земель по закону 27 августа 1906», «О юридическом и экономическом значении закона 9 ноября 1906». Участвовал в прениях с думской трибуны по вопросу о Наказе, по поводу декларации Совета министров и по аграрному и продовольственному вопросам.
После третьеиюньского переворота вернулся к практике врача в Екатеринославе, продолжал активно заниматься там и культурно-просветительской деятельностью.
4 марта 1908 члены Союза русского народа М. И. Шальдо и С. Д. Щеканенко вечером вошли в квартиру якобы с целью позвать Караваева к больной родственнице. Не дожидавшись когда из кабинета выйдет пациентка, один из них ворвался в кабинет, выстрелил в грудь Караваеву, а затем в его пациентку, но второй выстрел был мимо. Убийца выскочил в коридор и вместе с сообщником они выбежали на улицу, где их прикрывал заведующий организацией политического розыска Екатеринославского охранного отделения Е. Л. Шкляров. Караваев был доставлен в больницу, где умер на следующий вечер 5 марта. Следствие по делу было прекращено, несмотря на имеющееся заявление бывшего агента охранки Л. И. Казакова о подготовке покушения и депутатский запрос министру юстиции. Убийц Караваева судили только после революции в 1926 году. П. В. Шелестов, обвинявшийся в подготовке убийства был приговорён к 10 годам заключения, а Шальдо и Щеканенко — к расстрелу.

## Семья
- Жена — Ольга Григорьевна Иохельсон, урождённая Павелко. Первая жена этнографа В. И. Иохельсона, они поженились 16 сентября 1887 года накануне его высылки в Якутию, в ссылку Ольга с ним не поехала, но постоянно поддерживала его. Брак окончательно распался с отъездом Иохельсона из ссылки за границу в конце 1897 — первой половине 1898 года[2].

## Сочинения
- Отчет Санкт-Петербургской губернской земской управе о командировке в Гдовский уезд в 1879. СПб., 1880;
- Новые земельные законы. СПб., 1906;
- Партии и крестьянство в Государственной думе. Ростов-на-Дону, 1906;
- Правительственные обещания насчет земли и требования крестьянских депутатов. СПб., 1906.

### Архивы
- Российский государственный исторический архив. Фонд 1278. Опись 1 (2-й созыв). Дело 179; Дело 594. Лист 4.
- Государственный Архив Российской Федерации (ГА РФ) Ф. 102. Департамент полиции Министерства внутренних дел. 1880—1917. Оп. 240. Д. 307